# Francisco José Iturriza Guillén
Francisco José Iturriza Guillén SDB (* 21. Mai 1903 in Valencia; † 14. Januar 2003 in Coro) war ein venezolanischer Ordenspriester und römisch-katholischer Bischof.
Der Sohn des Rechtsanwaltes Francisco Iturriza y Mercedes Elvira Guillén ging zunächst auf das Liceo de la Divina Pastora, wechselte dann aber an das Kolleg Don Bosco, das damals unter der Direktion von Pater Enrique De Ferrari SDB stand. Dort wurde seine Berufung zum Salesianer Don Boscos geweckt. Er trat in das Noviziat von Mosquera bei Bogotá ein und legte 1926 die erste Profess ab. 1930 empfing er die Priesterweihe und wurde anschließend an den salesianischen Kollegien in Valencia, Caracas und Valera tätig. Der Nationalkongress der Republik wählte ihn 1939 zum Bischof von Coro, was vom Heiligen Stuhl bestätigt wurde. Er wurde durch Monsignore Lucas Guillermo Castillo, dem Erzbischof von Caracas, zum Bischof geweiht. Am 18. Februar 1940 nahm er sein Bistum in Besitz.
Seine sterblichen Überreste befinden sich in der Kathedrale Santa Ana de Coro.